# Copa del Caribe de 2007
La Copa del Caribe de 2007 fue la XIV versión de la Copa del Caribe (conocida como la Copa del Caribe Digicel por razones de patrocinio) y cuyas finales se llevaron a cabo desde el 12 de enero hasta el 23 de enero, en Trinidad y Tobago. Esta fue la octava vez en la que Trinidad y Tobago es sede. Los cuatro semifinalistas clasificaron a la Copa de Oro de la Concacaf 2007. En este torneo participaron un total de 24 países (5 no entraron y 1 se retiró).
Haití finalmente ganó el torneo a pesar de tener que clasificarse para la ronda final a través de un desempate de los equipos que quedaron en tercer lugar de la segunda ronda y terminar segundo en su grupo de la ronda final. Haití venció al ocho veces campeón y anfitrión Trinidad y Tobago en la final, aunque Trinidad y Tobago no contaba con los jugadores extranjeros que los habían ayudado a clasificarse para la Copa Mundial de Fútbol de 2006. Guadalupe fue la sorpresa del torneo, ya que el ex internacional francés Jocelyn Angloma salió de su retiro para ayudar al equipo a avanzar a las semifinales, clasificándose para su primera Copa Oro en el proceso. Cuba continuó su desarrollo en la región al terminar en tercer lugar.

## Primera Fase de Clasificación

#### Grupo A
La sede fue  Antillas Neerlandesas.
| Equipo                | Pts | PJ | PG | PE | PP | GF | GC |
| --------------------- | --- | -- | -- | -- | -- | -- | -- |
| Guyana                | 9   | 3  | 3  | 0  | 0  | 11 | 0  |
| Surinam               | 6   | 3  | 1  | 0  | 2  | 2  | 5  |
| Granada               | 1   | 3  | 0  | 1  | 2  | 1  | 3  |
| Antillas Neerlandesas | 1   | 3  | 0  | 1  | 2  | 1  | 7  |

| 6 de septiembre de 2006 | Guyana                                                       | 5 – 0 | Surinam | Estadio Ergilio Hato, Willemstad, Antillas Neerlandesas |  |
|                         | Richardson 4' · Codrington 16' 73' · Jerome 43' · Abrams 90' |       |         |                                                         |  |

| 6 de septiembre de 2006 | Antillas Neerlandesas | 1 – 1 | Granada    | Estadio Ergilio Hato, Willemstad, Antillas Neerlandesas |  |
|                         | Maria 1'              |       | Rennie 52' |                                                         |  |

| 8 de septiembre de 2006 | Granada | 0 – 1 | Surinam      | Estadio Ergilio Hato, Willemstad, Antillas Neerlandesas |  |
|                         |         |       | Kinsaini 35' |                                                         |  |

| 8 de septiembre de 2006 | Antillas Neerlandesas | 0 – 5 | Guyana                                                    | Estadio Ergilio Hato, Willemstad, Antillas Neerlandesas |  |
|                         |                       |       | Codrington 31' 58' · Bishop 65' · Abrams 84' · Jerome 89' |                                                         |  |

| 10 de septiembre de 2006 | Granada | 0 – 1 | Guyana     | Estadio Ergilio Hato, Willemstad, Antillas Neerlandesas |  |
|                          |         |       | Bishop 46' |                                                         |  |

| 10 de septiembre de 2006 | Surinam      | 1 – 0 | Antillas Neerlandesas | Estadio Ergilio Hato, Willemstad, Antillas Neerlandesas |  |
|                          | Grootfaam 5' |       |                       |                                                         |  |

#### Grupo B
Todos los partidos se jugaron en  Antigua y Barbuda.
| Equipo                 | Pts | PJ | PG | PE | PP | GF | GC |
| ---------------------- | --- | -- | -- | -- | -- | -- | -- |
| Barbados               | 7   | 3  | 2  | 1  | 0  | 11 | 3  |
| Antigua y Barbuda      | 6   | 3  | 2  | 0  | 1  | 7  | 6  |
| San Cristóbal y Nieves | 4   | 3  | 1  | 1  | 1  | 7  | 3  |
| Anguila                | 0   | 3  | 0  | 0  | 3  | 5  | 18 |

| 20 de septiembre de 2006 | Barbados  | 1 – 1 | San Cristóbal y Nieves | Recreational Ground, St John's, Antigua y Barbuda |  |
|                          | Ifill 42' |       | Harris 60'             |                                                   |  |

| 20 de septiembre de 2006 | Antigua y Barbuda                                                | 5 – 3 | Anguila                                        | Recreational Ground, St John's, Antigua y Barbuda |  |
|                          | Byers 8' (pen.) 16' 71' (pen.) · T. Thomas 29' · J. Thomas 90+3' |       | St. Hillaire 13' · Assent 51' · O'Connor 90+2' |                                                   |  |

| 22 de septiembre de 2006 | Anguila      | 1 – 6 | San Cristóbal y Nieves                         | Recreational Ground, St John's, Antigua y Barbuda |  |
|                          | O'Connor 22' |       | Issac 14' 68' · Lake 30' 46' 79' · Francis 81' |                                                   |  |

| 22 de septiembre de 2006 | Barbados                                 | 3 – 1 | Antigua y Barbuda | Recreational Ground, St John's, Antigua y Barbuda |  |
|                          | Williams 44' · McCammon 58' · Lowell 90' |       | Byers 16'         |                                                   |  |

| 24 de septiembre de 2006 | Anguila    | 1 – 7 | Barbados                                               | Recreational Ground, St John's, Antigua y Barbuda |  |
|                          | Connor 48' |       | McCammon 35' 44' 76' · Ifill 40' 58' 83' · Neblett 75' |                                                   |  |

| 24 de septiembre de 2006 | Antigua y Barbuda | 1 – 0 | San Cristóbal y Nieves | Recreational Ground, St John's, Antigua y Barbuda |  |
|                          | Gregory 77'       |       |                        |                                                   |  |

#### Grupo C
La sede del grupo fue  Islas Vírgenes de los Estados Unidos.
| Equipo                         | Pts | PJ | PG | PE | PP | GF | GC |
| ------------------------------ | --- | -- | -- | -- | -- | -- | -- |
| Bermudas                       | 9   | 3  | 3  | 0  | 0  | 12 | 1  |
| República Dominicana           | 6   | 3  | 2  | 0  | 1  | 10 | 4  |
| Islas Vírgenes Estadounidenses | 3   | 3  | 1  | 0  | 2  | 4  | 12 |
| Islas Vírgenes Británicas      | 0   | 3  | 0  | 0  | 3  | 0  | 9  |

 Islas Vírgenes Británicas abandonó el torneo por no haber inscrito a los jugadores y todos los partidos fueron contados como derrotas por 3-0.
| 27 de septiembre de 2006 | Islas Vírgenes de los Estados Unidos | 0 – 6 | Bermudas                                                            | Lionel Roberts Stadium, Charlotte Amalie, Islas Vírgenes Estadounidenses |  |
|                          |                                      |       | Steede 1' 36' · Coddington 31' 54' · Barry Nusum 38' · Jennings 90' |                                                                          |  |

| 29 de septiembre de 2006 | Bermudas                         | 3 – 1 | República Dominicana | Lionel Roberts Stadium, Charlotte Amalie, Islas Vírgenes Estadounidenses |  |
|                          | Zuill 25' · Cox 48' · Steede 53' |       | Faña 85'             |                                                                          |  |

| 1 de octubre de 2006 | Islas Vírgenes de los Estados Unidos | 1 – 6 | República Dominicana                                | Lionel Roberts Stadium, Charlotte Amalie, Islas Vírgenes Estadounidenses |  |
|                      | Pierre 5'                            |       | Corporan 14' · Faña 25' 55' 82' 89' · Rodríguez 87' |                                                                          |  |

#### Grupo D
Todos los partidos se jugaron en  Jamaica.
| Equipo                       | Pts | PJ | PG | PE | PP | GF | GC |
| ---------------------------- | --- | -- | -- | -- | -- | -- | -- |
| Haití                        | 6   | 3  | 2  | 0  | 1  | 11 | 3  |
| San Vicente y las Granadinas | 6   | 3  | 2  | 0  | 1  | 10 | 5  |
| Jamaica                      | 6   | 3  | 2  | 0  | 1  | 7  | 2  |
| Santa Lucía                  | 0   | 3  | 0  | 0  | 3  | 1  | 19 |

| 27 de septiembre de 2006 | Haití                                                | 4 – 0 | San Vicente y las Granadinas | National Stadium, Kingston, Jamaica |  |
|                          | Mayard 18' · Fritzson 54' · Pierre 79' · Gracien 90' |       |                              |                                     |  |

| 27 de septiembre de 2006 | Santa Lucía | 0 – 4 | Jamaica                                    | National Stadium, Kingston, Jamaica |  |
|                          |             |       | W. Smith 3' · Lamey 22' 36' · Phillips 31' |                                     |  |

| 29 de septiembre de 2006 | Haití                                                                                    | 7 – 1 | Santa Lucía | National Stadium, Kingston, Jamaica |  |
|                          | Jamil 4' 13' (pen.) · Fritzson 17' 83' · Chéry 42' · Noel 64' · Mayard 81' · Gracien 90' |       | Valcin 90'  |                                     |  |

| 29 de septiembre de 2006 | Jamaica  | 1 – 2 | San Vicente y las Granadinas | National Stadium, Kingston, Jamaica |  |
|                          | Dean 73' |       | John 49' · Velox 70'         |                                     |  |

| 1 de octubre de 2006 | San Vicente y las Granadinas                                     | 8 – 0 | Santa Lucía | National Stadium, Kingston, Jamaica |  |
|                      | Douglas 11' · Samuel 26' 42' 56' 76' 90' · John 52' · Haynes 84' |       |             |                                     |  |

| 1 de octubre de 2006 | Haití | 0 – 2 | Jamaica                   | National Stadium, Kingston, Jamaica |  |
|                      |       |       | W. Smith 9' · Dawkins 31' |                                     |  |

#### Grupo E
Todos los partidos se jugaron en  Cuba.
| Equipo                | Pts | PJ | PG | PE | PP | GF | GC |
| --------------------- | --- | -- | -- | -- | -- | -- | -- |
| Cuba                  | 9   | 3  | 3  | 0  | 0  | 19 | 0  |
| Bahamas               | 6   | 3  | 2  | 0  | 1  | 6  | 9  |
| Islas Turcas y Caicos | 3   | 3  | 1  | 0  | 2  | 4  | 9  |
| Islas Caimán          | 0   | 3  | 0  | 0  | 3  | 1  | 12 |

| 2 de septiembre de 2006 | Bahamas                                       | 3 – 1 | Islas Caimán  | Estadio Pedro Marrero, La Habana, Cuba |  |
|                         | Rivers 5' (a.g.) · Moseley 36' · Thompson 86' |       | Whittaker 76' |                                        |  |

| 2 de septiembre de 2006 | Islas Turcas y Caicos | 0 – 6 | Cuba                                                          | Estadio Pedro Marrero, La Habana, Cuba |  |
|                         |                       |       | Alonso 5' · Arencibia 19' · Alcántara 20' 60' 75' · Ocaña 86' |                                        |  |

| 4 de septiembre de 2006 | Islas Caimán | 0 – 2 | Islas Turcas y Caicos      | Estadio Pedro Marrero, La Habana, Cuba |  |
|                         |              |       | Glinton 14' · Fleuriot 72' |                                        |  |

| 4 de septiembre de 2006 | Bahamas | 0 – 6 | Cuba                                                                | Estadio Pedro Marrero, La Habana, Cuba |  |
|                         |         |       | Alcántara 22' 50' 63' · Colomé 30' (pen.), Ocaña 40' · Martínez 42' |                                        |  |

| 6 de septiembre de 2006 | Islas Turcas y Caicos | 2 – 3 | Bahamas                           | Estadio Pedro Marrero, La Habana, Cuba |  |
|                         | Glinton 51' 72'       |       | Nassies 59' · Hall 63' · Jean 87' |                                        |  |

| 6 de septiembre de 2006 | Cuba                                                                    | 7 – 0 | Islas Caimán | Estadio Pedro Marrero, La Habana, Cuba |  |
|                         | Alcántara 6' · Ocaña 10' 34' · Martínez 44 57' · Colomé 83' · Muñoz 85' |       |              |                                        |  |

#### Grupo F
La sede del grupo fue  Guadalupe.
| Equipo       | Pts | PJ | PG | PE | PP | GF | GC |
| ------------ | --- | -- | -- | -- | -- | -- | -- |
| Guadalupe    | 9   | 3  | 3  | 0  | 0  | 6  | 0  |
| Martinica    | 6   | 6  | 3  | 2  | 0  | 1  | 5  |
| Saint-Martin | 1   | 3  | 0  | 1  | 2  | 0  | 2  |
| Dominica     | 1   | 3  | 0  | 1  | 2  | 0  | 5  |

| 20 de septiembre de 2006 | Martinica                                                            | 4 – 0 | Dominica | Stade René Serge Nabajoth, Les Abymes, Guadalupe |  |
|                          | Meslien 23' (pen.) · Du Fournier 44' · Souraya 62' · Saint Louis 86' |       |          |                                                  |  |

| 20 de septiembre de 2006 | Guadalupe     | 1 – 0 | Saint-Martin | Stade René Serge Nabajoth, Les Abymes, Guadalupe |  |
|                          | Lambourde 76' |       |              |                                                  |  |

| 22 de septiembre de 2006 | Saint-Martin | 0 – 1 | Martinica | Stade René Serge Nabajoth, Les Abymes, Guadalupe |  |
|                          |              |       | Vaton 17' |                                                  |  |

| 22 de septiembre de 2006 | Dominica | 0 – 1 | Guadalupe | Stade René Serge Nabajoth, Les Abymes, Guadalupe |  |
|                          |          |       | Mocka 89' |                                                  |  |

| 24 de septiembre de 2006 | Saint-Martin | 0 – 0 | Dominica                   | Stade René Serge Nabajoth, Les Abymes, Guadalupe |  |
|                          |              |       | Greenaway 76' · Pillip 86' |                                                  |  |

| 24 de septiembre de 2006 | Martinica | 0 – 4 | Guadalupe                              | Stade René Serge Nabajoth, Les Abymes, Guadalupe |  |
|                          |           |       | Gotin 27' 61' · Vertot 53' · Mocka 78' |                                                  |  |

## Segunda Fase de Clasificación

#### Grupo G
La sede del grupo fue  Barbados.
| Equipo                       | Pts | PJ | PG | PE | PP | GF | GC | Dif |
| ---------------------------- | --- | -- | -- | -- | -- | -- | -- | --- |
| Barbados                     | 7   | 3  | 2  | 1  | 0  | 6  | 2  | +4  |
| San Vicente y las Granadinas | 6   | 3  | 2  | 0  | 1  | 6  | 5  | +1  |
| Bermudas                     | 4   | 3  | 1  | 1  | 0  | 5  | 4  | +1  |
| Bahamas                      | 0   | 3  | 0  | 0  | 3  | 3  | 9  | -6  |

| 19 de noviembre de 2006 | Bermudas | 0 – 3 | San Vicente y las Granadinas | National Stadium, Waterford, Barbados |  |
|                         |          |       | James 58' · Samuel 66' 77'   |                                       |  |

| 19 de noviembre de 2006 | Bahamas         | 1 – 2 | Barbados                   | National Stadium, Waterford, Barbados |  |
|                         | Jean 76' (pen.) |       | N. Forde 38' · Skinner 44' |                                       |  |

| 21 de noviembre de 2006 | Bermudas                                       | 4 – 0 | Bahamas | National Stadium, Waterford, Barbados |  |
|                         | K. Smith 6' 28' · Barry Nusum 11' · Steede 87' |       |         |                                       |  |

| 21 de noviembre de 2006 | San Vicente y las Granadinas | 0 – 3 | Barbados                                    | National Stadium, Waterford, Barbados |  |
|                         |                              |       | James 16' · N. Forde 34' · Ifill 60' (pen.) |                                       |  |

| 23 de noviembre de 2006 | San Vicente y las Granadinas | 3 – 2 | Bahamas                    | National Stadium, Waterford, Barbados |  |
|                         | Samuel 57' 66' · Charles 80' |       | Christie 55' · Moseley 65' |                                       |  |

| 19 de noviembre de 2006 | Barbados | 1 – 1 | Bermudas        | National Stadium, Waterford, Barbados |  |
|                         | Ifill 4' |       | Barry Nusum 42' |                                       |  |

#### Grupo H
La sede del grupo fue  Guyana.
| Equipo               | Pts | PJ | PG | PE | PP | GF | GC | Dif |
| -------------------- | --- | -- | -- | -- | -- | -- | -- | --- |
| Guyana               | 9   | 3  | 3  | 0  | 0  | 13 | 2  | +11 |
| Guadalupe            | 6   | 3  | 2  | 0  | 1  | 8  | 4  | +4  |
| República Dominicana | 3   | 3  | 1  | 0  | 2  | 2  | 7  | -5  |
| Antigua y Barbuda    | 0   | 3  | 0  | 0  | 3  | 1  | 11 | -10 |

| 24 de noviembre de 2006 | Dominica | 0 – 3 | Guadalupe                           | Georgetown Cricket Ground, Bourda, Guyana |  |
|                         |          |       | Angloma 85' · Mocka 88' · Phaan 90' |                                           |  |

| 24 de noviembre de 2006 | Guyana                                                             | 6 – 0 | Antigua y Barbuda | Georgetown Cricket Ground, Bourda, Guyana |  |
|                         | Richardson 3' 12' · Jerome 35' 54' · Codrington 75' · McKinnon 76' |       |                   |                                           |  |

| 26 de noviembre de 2006 | Antigua y Barbuda | 0 – 2 | República Dominicana              | Georgetown Cricket Ground, Bourda, Guyana |  |
|                         |                   |       | Severino 71' (pen.) · Batista 81' |                                           |  |

| 26 de noviembre de 2006 | Guadalupe     | 2 – 3 | Guyana                              | Georgetown Cricket Ground, Bourda, Guyana |  |
|                         | Mocka 60' 86' |       | Codrington 22' 66' · Richardson 24' |                                           |  |

| 28 de noviembre de 2006 | Antigua y Barbuda | 1 – 3 | Guadalupe                       | Georgetown Cricket Ground, Bourda, Guyana |  |
|                         | Gregory 45'       |       | Galvarin 1' 72' · Lambourde 31' |                                           |  |

| 28 de noviembre de 2006 | República Dominicana | 0 – 4 | Guyana                                                      | Georgetown Cricket Ground, Bourda, Guyana |  |
|                         |                      |       | Richardson 45' · Jerome 49' · Codrington 57' · Hercules 80' |                                           |  |

#### Grupo I
Tuvo como sede  Martinica.
| Equipo    | Pts | PJ | PG | PE | PP | GF | GC | Dif |
| --------- | --- | -- | -- | -- | -- | -- | -- | --- |
| Cuba      | 7   | 3  | 2  | 1  | 0  | 5  | 2  | +3  |
| Martinica | 7   | 3  | 2  | 1  | 0  | 2  | 0  | +2  |
| Haití     | 1   | 3  | 0  | 1  | 2  | 2  | 4  | -2  |
| Surinam   | 1   | 3  | 0  | 1  | 2  | 2  | 5  | -3  |

| 8 de noviembre de 2006 | Haití        | 1 – 2 | Cuba                   | Stade de Dillon, Fort-de-France, Martinica |  |
|                        | Fritzson 88' |       | Márquez 21' · Moré 79' |                                            |  |

| 8 de noviembre de 2006 | Surinam   | 1 – 0 | Martinica | Stade de Dillon, Fort-de-France, Martinica |  |
|                        | Audel 61' |       |           |                                            |  |

| 10 de noviembre de 2006 | Cuba                               | 3 – 1 | Surinam    | Stade de Dillon, Fort-de-France, Martinica |  |
|                         | Álvarez 4' 27' · Colomé 40' (pen.) |       | Aroepa 90' |                                            |  |

| 10 de noviembre de 2006 | Martinica | 1 – 0 | Haití | Stade de Dillon, Fort-de-France, Martinica |  |
|                         | Bullet 3' |       |       |                                            |  |

| 12 de noviembre de 2006 | Haití            | 1 – 1 | Surinam           | Stade de Dillon, Fort-de-France, Martinica |  |
|                         | Jamil 78' (pen.) |       | Sastrodimedjo 75' |                                            |  |

| 12 de noviembre de 2006 | Martinica  | 0 – 0 | Cuba                                 | Stade de Dillon, Fort-de-France, Martinica |  |
|                         | Heurly 88' |       | Malpas 55' · Colomé 60' · García 71' |                                            |  |

## Play Off
Originalmente la competición estaba prevista para jugarse en  Bermudas, pero hubo problemas con la visa para entrar al territorio que obligaron a trasladarla.  Haití propuso entonces albergar el grupo, pero las Bermudas no pudieron organizar el viaje a Haití y la CFU decidió trasladar el grupo a  Trinidad y Tobago. Sin embargo, República Dominicana abandonó el torneo por razones financieras, con lo que finalmente se jugó una serie de eliminación directa de dos partidos entre Bermudas y Haití para decidir el último clasificado a la Ronda Final.
| 7 de enero de 2007 | Haití                  | 2 – 0 | Bermudas | Ato Boldon Stadium, Couva, Trinidad y Tobago |  |
|                    | Cadet 8' · Lormera 72' |       |          |                                              |  |

| 9 de enero de 2007 | Bermudas | 0 – 3 | Haití                         | Ato Boldon Stadium, Couva, Trinidad y Tobago |  |
|                    |          |       | Cadet 25' 90' · Boucicaut 63' |                                              |  |

Haití avanza a la tercera ronda con un marcador global de 5-0.

## Fase Final
Se disputó en  Trinidad y Tobago. Los grupos recibieron el nombre de dos exjugadores de Trinidad y Tobago.

### Grupo Sedley Joseph
| Equipo            | Pts | PJ | PG | PE | PP | GF | GC | Dif |
| ----------------- | --- | -- | -- | -- | -- | -- | -- | --- |
| Trinidad y Tobago | 7   | 3  | 2  | 1  | 0  | 9  | 3  | +6  |
| Haití             | 6   | 3  | 2  | 0  | 1  | 4  | 3  | +1  |
| Martinica         | 3   | 3  | 1  | 0  | 2  | 4  | 8  | -4  |
| Barbados          | 1   | 3  | 0  | 1  | 2  | 3  | 6  | -6  |

| 12 de enero de 2007 | Barbados   | 1 – 1 | Trinidad y Tobago | Estadio Hasely Crawford, Puerto España, Trinidad y Tobago |  |
|                     | Harvey 66' |       | Glasgow 31'       |                                                           |  |

| 12 de enero de 2007 | Martinica | 0 – 1 | Haití      | Estadio Hasely Crawford, Puerto España, Trinidad y Tobago |  |
|                     |           |       | Fucien 12' |                                                           |  |

| 15 de enero de 2007 | Haití                       | 2 – 0 | Barbados | Estadio Hasely Crawford, Puerto España, Trinidad y Tobago |  |
|                     | Boucicaut 55' · Lormera 90' |       |          |                                                           |  |

| 15 de enero de 2007 | Trinidad y Tobago                               | 5 – 1 | Martinica  | Estadio Hasely Crawford, Puerto España, Trinidad y Tobago |  |
|                     | Roberts 3' · Baptiste 36' 76' · Glasgow 47' 83' |       | Bullet 17' |                                                           |  |

| 17 de enero de 2007 | Barbados                | 2 – 3 | Martinica                               | Estadio Hasely Crawford, Puerto España, Trinidad y Tobago |  |
|                     | Harvey 27' · Soares 42' |       | Percin 8' · Clémentia 19' · Germany 32' |                                                           |  |

| 17 de enero de 2007 | Haití      | 1 – 3 | Trinidad y Tobago            | Estadio Hasely Crawford, Puerto España, Trinidad y Tobago |  |
|                     | Fucien 55' |       | Jemmot 15' · Glasgow 67' 85' |                                                           |  |

### Grupo Bobby Sookram
| Equipo                       | Pts | PJ | PG | PE | PP | GF | GC | Dif |
| ---------------------------- | --- | -- | -- | -- | -- | -- | -- | --- |
| Guadalupe                    | 6   | 3  | 2  | 0  | 1  | 6  | 5  | +1  |
| Cuba                         | 4   | 3  | 1  | 1  | 1  | 4  | 2  | +2  |
| Guyana                       | 4   | 3  | 1  | 1  | 1  | 4  | 5  | -1  |
| San Vicente y las Granadinas | 3   | 3  | 1  | 0  | 2  | 2  | 4  | -2  |

| 14 de enero de 2007 | Cuba       | 1 – 2 | Guadalupe                  | Manny Ramjohn Stadium, Marabella, Trinidad y Tobago |  |
|                     | Alonso 69' |       | Bizagene 31' · Angloma 87' |                                                     |  |

| 14 de enero de 2007 | Guyana | 0 – 2 | San Vicente y las Granadinas | Manny Ramjohn Stadium, Marabella, Trinidad y Tobago |  |
|                     |        |       | Samuel 4' · Glynn 85'        |                                                     |  |

| 16 de enero de 2007 | Guadalupe                                       | 3 – 4 | Guyana                                          | Manny Ramjohn Stadium, Marabella, Trinidad y Tobago |  |
|                     | Loiseau 45' · Lambourde 54' · Raddas 88' (pen.) |       | Codrington 23' (pen.) 60' (pen.) 81' · Lowe 65' |                                                     |  |

| 16 de enero de 2007 | San Vicente y las Granadinas | 0 – 3 | Cuba                      | Manny Ramjohn Stadium, Marabella, Trinidad y Tobago |  |
|                     |                              |       | Moré 27' 59' · Duarte 90' |                                                     |  |

| 18 de enero de 2007 | Cuba | 0 – 0 | Guyana      | Manny Ramjohn Stadium, Marabella, Trinidad y Tobago |  |
|                     |      |       | Roberts 36' |                                                     |  |

| 18 de enero de 2007 | San Vicente y las Granadinas | 0 – 1 | Guadalupe | Manny Ramjohn Stadium, Marabella, Trinidad y Tobago |  |
|                     |                              |       | Mocka 13' |                                                     |  |

## Semifinales
| 20 de enero de 2007 | Guadalupe     | 1 – 3 | Haití                                 | Estadio Hasely Crawford, Puerto España, Trinidad y Tobago |  |
|                     | Lambourde 83' |       | Cadet 56' · Fucien 65' · Fritzson 76' |                                                           |  |

| 20 de enero de 2007 | Trinidad y Tobago                   | 3 – 1 | Cuba       | Estadio Hasely Crawford, Puerto España, Trinidad y Tobago |  |
|                     | og 41' · Glasgow 57' · Theobald 73' |       | Duarte 76' |                                                           |  |

## Tercer Lugar y Final

### Tercer lugar
| 23 de enero de 2007 | Guadalupe  | 1 – 2 | Cuba              | Estadio Hasely Crawford, Puerto España, Trinidad y Tobago |  |
|                     | Raddas 52' |       | Cervantes 23' 48' |                                                           |  |

### Final
| 23 de enero de 2007 | Trinidad y Tobago | 1 – 2 | Haití                      | Estadio Hasely Crawford, Puerto España, Trinidad y Tobago |  |
|                     | Daniel 65'        |       | Boucicaut 76' · Fucien 51' |                                                           |  |

| Haití            |
| Haití 1.º título |

## Clasificados
| Haití | Trinidad y Tobago | Cuba | Guadalupe |
| ----- | ----------------- | ---- | --------- |